# Gare de Sidi Benzerga
La gare de Sidi Benzerga est une gare ferroviaire algérienne située sur le territoire de la commune de Sidi Abdelmoumen, dans la wilaya de Mascara.

## Situation ferroviaire
La gare se situe sur la ligne de Mohammadia à Mostaganem, où elle est précédée de la gare de Sidi Abid et suivie de celle de Oued Tinn.
| \| Sidi Benzerga Oggaz Mohammadia Zahana Mostaganem Mascara \| Localisation de la gare de Sidi Benzerga dans la wilaya de Mascara. |
| Sidi Benzerga Oggaz Mohammadia Zahana Mostaganem Mascara                                                                           |

## Histoire
Lors de la colonisation, la gare portait le nom de gare de Debrousseville.
Située à une altitude de 12,500 m, la gare est mise en service en 1879 lors de l'ouverture de l'ancienne ligne à voie étroite de 1 055 mm d'Arzew à Saïda où, située au point kilométrique (PK) 75,900, elle était précédée de la gare de Oued Tinn et suivie de celle de la Ferme Blanche (actuelle gare de Sidi Abid),,.

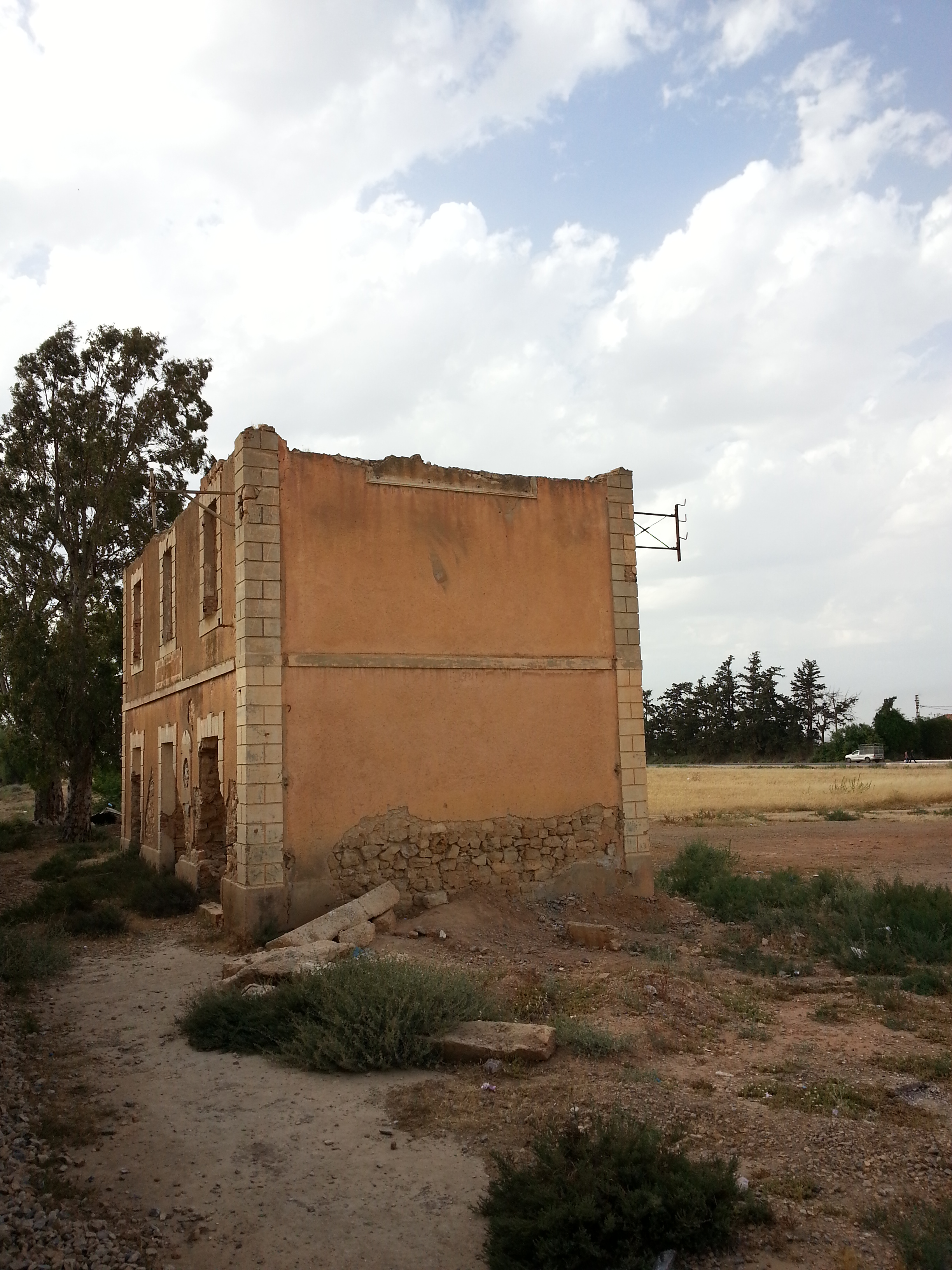

## Service des voyageurs

### Dessertes
La gare de Sidi Benzerga est desservie par les trains régionaux de la liaison Mohammadia - Mostaganem.